# انرژی در افغانستان

بیشتر انرژی افغانستان وارد می گردد

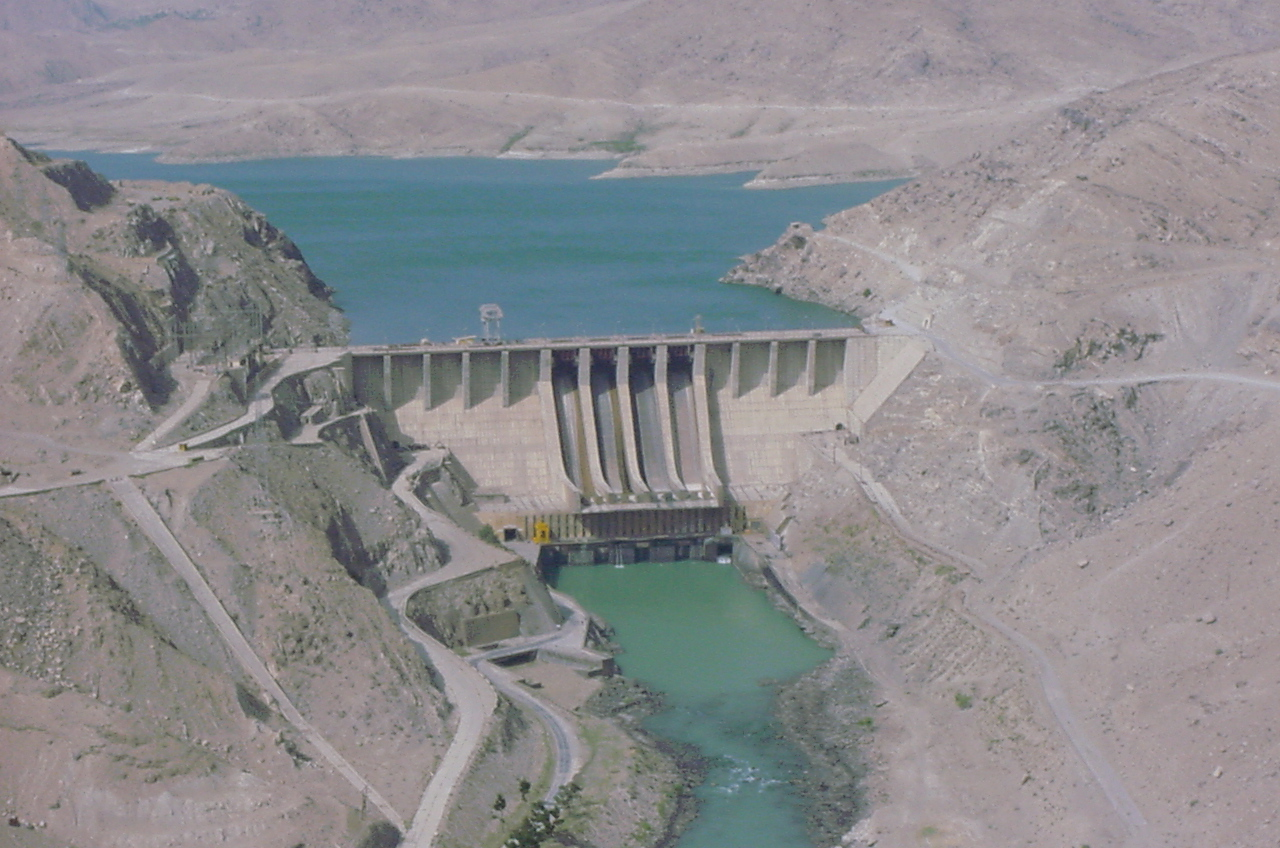
بند نغلو در ولایت کابل، که بزرگترین بند افغانستان است و ١۰۰ مگاوات برق انرژی تولید میکند.

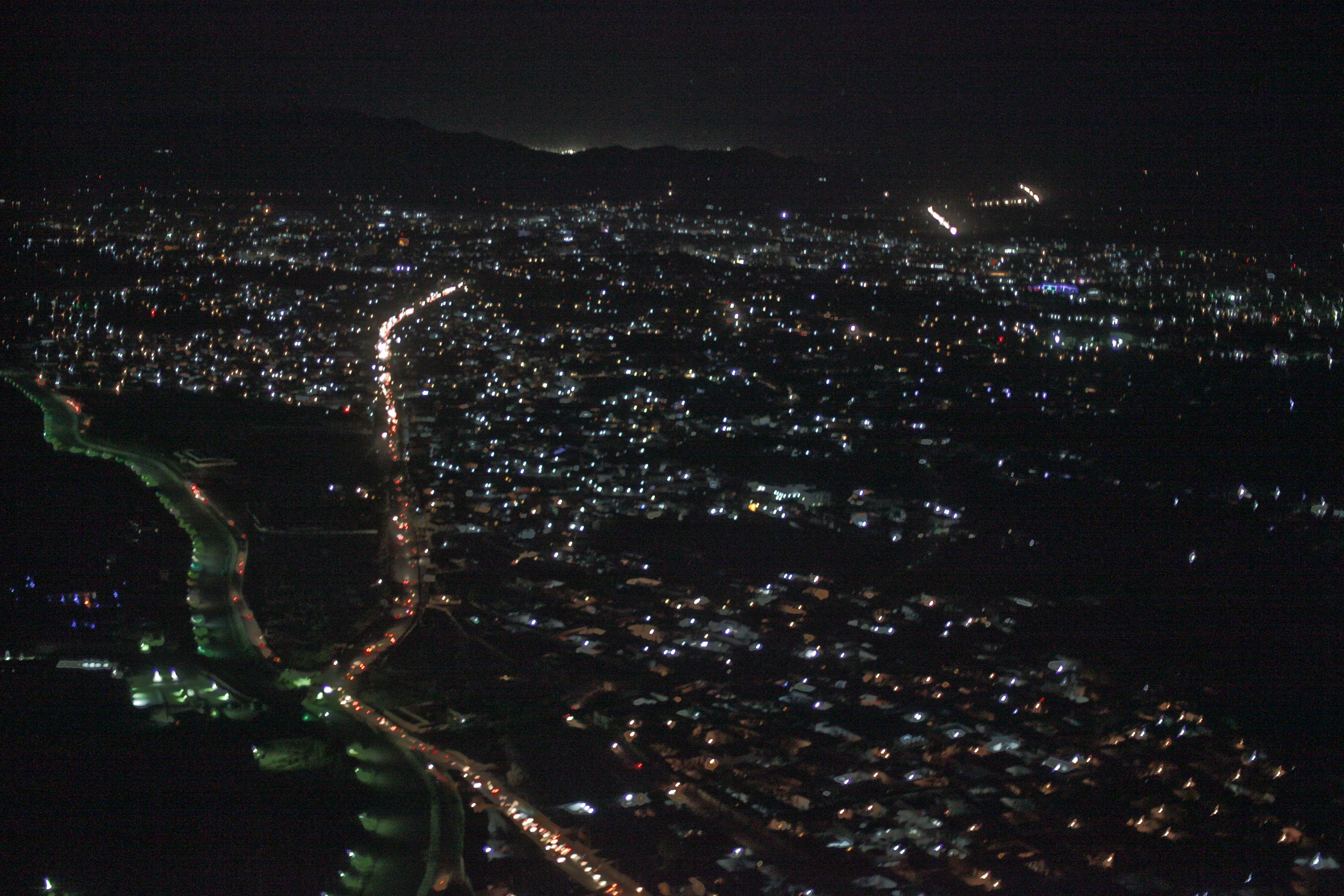
تصویر هوایی از قندهار در شب، ٢۰١١.

ذخایر انرژی در افغانستان به‌طور وسیع و اکثراً دست ناخورده باقی مانده‌است. افغانستان دارای معادن زغال‌سنگ اورانیوم نیبیوم نفت و گاز و رودخانه‌ها است. طبق گزارش وزارت انرژی و آب افغانستان، ظرفیت تولید انرژی بالقوهٔ این کشور ۲۴٬۰۰۰ مگاوات است از جمله ۲۳٬۰۰۰ آن از آب، (۵۱۴–۵۲۴)مگاوات از زغال‌سنگ، ۳۵۰–۵۰۰ مگاوات از گازطبیعی (۱۲۵–۳۰۰) مگاوات از نوع نفت خام است. 
لازم است انرژی آبی که ارزان و غیر مضر است درین کشور ترویج گردد. پیش ازاینکه ما بندهای آبی را بنیادنمایم لازم است آب‌های این کشور مهار گردد که در کدام محل و به چه تعداد بند آبی که در آن حق قانونی آن است سازد. دولت افغانستان غرض مهارنمودن آب‌های خود مبلغ ۱۴۸ میلیون دالر را از قرضهٔ بانک جهانی تخصیص داده و پایان کار آن را تا آغاز سال ۱۳۹۶خ تعیین نموده‌است؛ ولی جهت استفاده از آب خویش غرض استحصال انرژی و مهار آب تمام خاک مبلغ ۱۱ میلیارد دالر ضرورت دارد. تا هنوز چنین قرضه‌ای را به‌دست آورده نتوانسته‌است.

## انرژی آبی

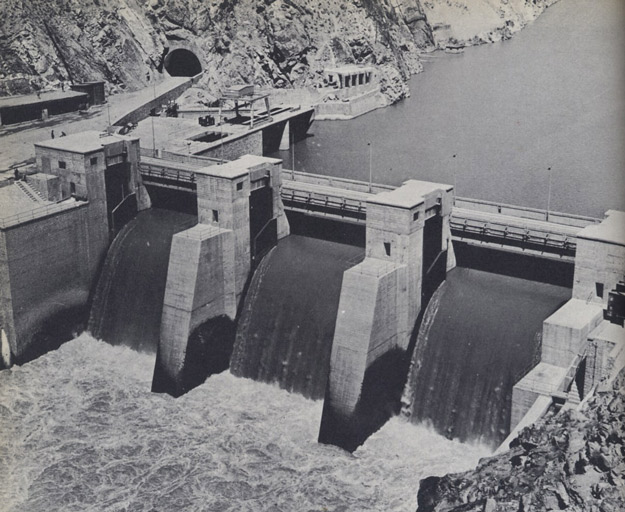
افغانستان دهه ۱۹۵۰ - نیروگاه برق آبی سروبی در کنار رودخانه کابل

افغانستان دارای رودها و آبشارهای بسیاری است. این رودها از میان هزاران دره با ارتفاع بلند می‌گذرد که با ساختن سد در مسیر آن‌ها می‌توان از انرژی آن‌ها برای تولید برق استفاده نمود. کشاورزان افغانستان (به جز از لغمان جلال‌آباد) مدت ۶–۷ ماه از آب به منظور کشاورزی استفاده نموده و متباقی ۵ ماه بدون استفاده به کشورهای خارج می‌ریزد. ذخیره نمودن آب این مدت به‌مقادیر زیاد برق برای این کشور خواهد داد. آمودریا دارای طول ۲٬۵۸۰ کیلومتر است که حدود ۱٬۱۲۶ کیلومتر آن در خاک افغانستان جریان دارد. این دریا از لحاظ ذخایر انرژی مهمترین منبع آب و انرژی در افغانستان شمرده می‌شود که ۵۰٪ تمام منابع کشور را تشکیل می‌دهد.
پوتنشیال آبی دریای آمو ۳۷٫۵ میلیارد کیلووات در ساعت است که از جمله ۳۳ میلیارد کیلووات ساعت به معاون عمدهٔ آن رودخانهٔ پنج مربوط می‌گردد. رودخانهٔ پنج از منطقهٔ زرقول در ارتفاع ۴٬۱۲۵ متر از سطح دریا سرچشمه می‌گیرد، جای که سرعت جریان اب را ۲٬۰۵۰ مترمکعب در دقیقه تشکیل می‌دهد. در منطقهٔ حیرتان ارتفاع این دریا ۳۰۰متر از سطح دریا است؛ که بدین ترتیب کاهش میانگین ارتفاع دریا را بیش از ۳٫۸ متر در هر کیلومتر طی شده تشکیل می‌دهد. در امتداد این دریا می‌توان بندهای آبی اعمار نمود. کشور تاجیکستان چون فناوری پیشرفته دارد می‌تواند ازین ظرفیت‌ها برای خود استفاده نماید در این صورت جای برای افغانستان باقی نخواهد ماند. مجموع پوتنشیال آبی رودخانهٔ ولسوالی مرغاب و هریرود را ۰٫۶ میلیارد کیلووات ساعت و یکجا با معاون اساسی آن دریای ولسوالی ارغنداب – به ۲۱٫۵ میلیارد کیلووات ساعت است. اعمار بند برق آبی با بندهای آبگردان می‌توانند تأمین‌کننده‌ای اساسی انرژی برق در مراکز جنوبی کشور باشد. دریاهای هلمند، هریرود، آمو، کابل، ولایت پنجشیر، کوکچه، بلخاب، کشک، مرغاب و غیره دارای مقادیر زیاد انرژی پوتانشیل آبی می‌باشند.
در سال‌های پیش از جنگ افغانستان ۷۳۷ مگاوات برق تولیدات داشت به اثر جنگ‌های تحمیلی به ۴۵۴ رسیده بود. فعلاً افغانستان ۲۵۰–۳۰۰ مگاوات تولید و ۵۰۰ مگاوات آن برق وارداتی است. مصارف سرانهٔ در یکسال این کشور ۲۶ مگاوات است. فعلاً به اندازه ۱٫۸ درصد از ظرفیت انرژی کشور استفاده صورت می‌گیرد. بندهای برقی که فعلاً فعالند عبارتند از: سدکجکی در ولایت هلمند، سد ماهیپر، سد سروبی در مسیر راه کابل-جلال‌آباد، سد نغلو در جلال‌آباد، پروژهٔ سدسلما در ولایت هرات، بند سرده در غزنی، بند چک وردک در ولایت لوگر، بند برق جبل السراج در ولایت پروان، بند برق کامه در ولایت هلمند، بند کوکچه در ولایت بدخشان (افغانستان)، بند داله در قندهار و بند برق پلخمری است، که این سد برق ۱۰ درصد برق افغانستان را تأمین می‌کند. درین اواخر یک تعداد پروژه‌ها رویدست گرفته شده‌است که ذیلاً نگاشته می‌شود.

### پروژهٔ بند برق کمال خان
کار این پروژه در سال ۱۳۴۵خ بالای رودهلمند آغاز گردیده بود. این پروژه به منظور آبیاری ۸۰٬۰۰۰ هکتار زمین زراعتی و استحصال ۸٫۵ مگاوات برق تهداب‌گذاری شده‌است. تکمیل این پروژه به سه مرحله تقسیم گردیده‌است. مرحلهٔ اول آن اعمار دیوار به‌طول ۶۰۰ متر است که با کمپانی تدس تاجیکستان به ۹٫۸۴ میلیون دالر قرار داد شده‌است. اعمار بخش اول بند کمال خان، شامل یک قسمت دیوار خاکی کاسهٔ بند است؛ که در یک سمت دریا، به‌طول ۳٬۴۰۰متر، عرض ۳۲متر و ارتفاع ۶ تا ۱۱ متر، توسط یک شرکت تاجیکی به نام «تدس» اعمار می‌شود. بخش دوم این بند نیز شامل احداث دیوار مشابه در سمت دیگر دریا و بخش سوم آن، اعمار بند در درون دریا است، که به‌طول ۲۰۰ متر به‌طور پخته در داخل دریا، و نصب دستگاه تولید برق است. در صورت اکمال، ظرفیت تولید ۹ مگاوات برق و قدرت آبرسانی به حدود ۸۰ هزار هکتار اراضی بایر ولایت نیمروز را دارد.

### پروژهٔ انکشافی علیادریای آمو
که یکی از مهم‌ترین و بزرگترین پروژه‌های آب و برق افغانستان به‌شمار می‌رود و دارای مشخصات عمدهٔ ذیل است. احداث بند ذخیره بالای دریای آمو در مرز مشترک بین افغانستان و تاجیکستان تا آب مورد ضرورت آبیاری صفحات شمال کشور را تهیه نماید. این بند همچنان مقدار ۱٬۰۰۰ مگاوات انرژی برق تولید خواهد کرد. این پروژه یکی از مهم‌ترین پروژه‌های آب و برق بوده که ساحهٔ آن شامل چهار ولایت شمال افغانستان بوده و برای ده‌ها هزار نفر در منطقه کار ایجاد خواهد کرد.

### پروژهٔ بند برق باغدره
این پروژه با ظرفیت تولیدی ۲۸۰ مگاوات بالای دریای ولایت پنجشیر، آغاز و در سال ۲۰۱۳ باید به تولید آغاز نماید. مرحلهٔ اول مطالعات امکان‌سنجی این پروژه تکمیل و قرار است مرحلهٔ دوم آن آغاز گردد.

### پروژهٔ بند برق سلما
کار این پروژه در ولایت هرات در زمان داودخان آغار تا سال ۲۰۰۵م متوقف بود؛ در سال ۲۰۰۵م دولت هند مصارف ادامهٔ کار این پروژه را به‌دوش گرفته‌است. در نظر است این پروژه ۷۰ هزار هکتار زمین را سیراب و به ظرفیت ۴۲ مگاوات برق را تولید نماید. مصارف این سد حدود ۷۰ میلیون دالر خواهد بود.

### پروژهٔ بند برق کامه
پروژهٔ بند آب و برق کامه بر قسمت پایانی دریای کنر، طرح بکر و نویی نیست. در سال ۱۹۷۵م (۱۳۵۴خ) حین ریاست جمهوری محمد داوود خان، راپور تخنیکی و مالی بند کامه با همکاری کمپانی جاپانی «سانیو» به پایهٔ اکمال رسیده بود. طبق نقشهٔ بند آبرسانی و برق ولسوالی کامه، این سد آبگردان ظرفیت آبیاری ۹٬۰۰۰ هکتار یا ۴۵٬۰۰۰ جریب اراضی مزروع و ۳٬۰۰۰ هکتار یا ۱۵٬۰۰۰ جریب زمین بایر را دارد. به عبارتی جمعاً ۱۲٬۰۰۰ هکتار یا ۶۰٬۰۰۰ هزار جریب زمین از ذخیرهٔ آب‌بند مستفید شده می‌تواند. اعمار بند کامه ۱٫۶۸ (یک ممیز شصت و هشت) میلیارد دالر هزینه برداشته و نیروی تولید ۴۵ مگاوات برق را دارا است. امور ساختمانی این بند باید طی دو سال به اتمام می‌رسید. قرارداد این بند با یک شرکت ایرانی اخذ گردیده بود.

### پروژه بند برق بخش‌آباد
قرارداد پروژهٔ آب و تولید برق بخش‌آباد بالای دریای فراه‌رود با رئیس کمپانی خدمات مشورتی هندوستان در ۲۴ اگوست سال ۱۳۸۵ به امضا رسید. این پروژه در ساحهٔ ۱۰۰ کیلومتری شهر فراه و در فاصلهٔ ۳۰ کیلومتری سرک عمومی کابل-هرات موقعیت دارد. اهداف این پروژه عبارت از ذخیره آب به حجم ۵۷۰ میلیون متر مکعب در ساحه بخش آباد است. با تکمیل شدن این پروژه ۳۵٬۰۰۰ هکتار زمین زراعتی موجود و ۲۶٬۰۰۰ هکتار اراضی جدید تحت آبیاری قرار خواهد گرفت. قرار است با تکمیل این پروژه ۲۰ مگاوات برق نیز تولید گردد. مصارف مجموعی قرارداد این پروژه همراه با مطالعات تخنیکی و اقتصادی آن که با کمپانی خدمات مشورتی و انجینری کشور هندوستان به امضا رسید مبلغ ۲٬۳۲۱٬۵۶۰ دالر آمریکایی است.

### پروژه برق ولایت فراه
قرارداد طراحی بند برق ولایت فراه توسط وزارت انرژی و آب و کمپانی نیسپاک پاکستان به امضا رسید. «این پروژه به ارزش ۴ میلیون و ۷۸۶۴ دالر آمریکایی از بودجهٔ دولت تمویل گردیده و در مدت ۱۸ ماه کار طراحی آن تکمیل خواهد شد؛ از این رو برای اعمار این بند نیز ۵۰۰ میلیون دالر آمریکایی نیاز است.»
این بند بالای دریای فراه اعمار خواهد شد و ارتفاع دیوار بند ۸۱ متر است که به شکل کانکریتی اعمار می‌شود. با ساخت این بند ۷۸٬۵۹۰ هکتار زمین زراعتی آبیاری خواهد شد و در کنار ان ۲۷ مگاوات برق نیز تولید خواهد شد.

### پروژهٔ بند برق مچلغو
به‌تاریخ ۱۴ ثور ۱۳۸۹خ (اوایل می ۲۰۱۰م) برای بار سوم پروژهٔ اعمار بند آب و برق مچلغو با هزینهٔ ۲۷ میلیون دالر از سوی وزارت انرژی و آب به داوطلبی گذاشته شد؛ ولی وزارت مالیهٔ کشور پیشنهاد پلان ساخت بند مذکور را با این حجم مصارف رد نمود. کار این پروژه فعلاً معطل است. در صورت ختم و اعمار بند آب و برق مچلغو در ولایت پکتیا، ۱٬۸۰۰ هکتار یا ۹٬۰۰۰ جریب زمین از آب سد سیرآب شده می‌تواند و از انرژی آب این بند تنها به ظرفیت تولید ۷۰۰ کیلووات برق مد نظر گرفته شده‌است. این بند آب و برق کوچک هم در لیست طویل ایجاد سدها و انهار هنوز باقی‌مانده، روی اوراق پلان نقشه یا هنوز ناکام یا ناتمام یا ناقص درعمل، شمرده شده می‌تواند.

### پروژه بند برق شاه و عروس
قرارداد مطالعات و ساخت سد آب و برق «شاه و عروس» در ماه ثور ۱۳۸۸خ میان وزارت انرژی و آب کشور با «تابلهٔ پرهون» یک شرکت ایرانی عقد گردید. این بند به هزینهٔ ۲٫۴۸ میلیون دالر از بودجهٔ انکشافی دولت تمویل می‌شود. کار اعمار بند «شاه و عروس» طی ۵٫۳ سال آینده به پایهٔ اتمام خواهد رسید. بند آبرسانی، آب آشامیدنی و برق «شاه و عروس» با ارتفاع ۷۷ متر ظرفیت ذخیرهٔ ۱۰ میلیون متر مکعب آب را داشته که می‌تواند ۲٬۸۰۰ هکتار یا ۱۴٬۰۰۰ جریب زمین منطقه را آبیاری نماید. همچنان از این بند به مقدار ۵ میلیون متر مکعب آب آشامیدنی نیز تعبیه شده می‌تواند. برعلاوه جهت تنویر ولسوالی، این بند آبی قدرت تولید ۱٫۱ مگاوات برق را دارد.

## گاز طبیعی و نفت
نوشتار اصلی: نفت و گاز در افغانستان
نخستین عملیات حفاری جهت اکتشاف نفت و گاز در افغانستان در سال ۱۹۵۶م انجام شده‌است به‌طوری‌که در سال ۱۹۵۹م منجر به اکتشاف میدان نفتی انگوت در ولایت سرپل گردید. در فاصلهٔ سال‌های ۱۹۵۹م تا ۱۹۶۶م پنجاه حلقه چاه اکتشافی دیگر نیز در این حوضه حفر گردید که باعث اکتشاف ۳ میدان گازی بزرگ، میدان گازی یتیم تاق (۱۹۶۰م)، میدان گازی خواجه گوگردک (۱۹۶۱م) و میدان گازی خواجه برهان (۱۹۶۴م) شد.
گر گچه چنین کشفیات صددرصد دقیق نگردیده اما از سال ۱۹۶۶م تا ۱۹۸۱م دست کم دو میدان نفتی کوچک، یک میدان گازی بزرگ (جرقدوق) و دو میدان گازی دیگر کشف شده‌است که عمدتاً در بخش شمال غربی کشور است.
بالاثر تحقیقات که درین اواخر صورت گرفت حوضه شمال قسمتی از حوضهٔ عظیم نفت و گاز آمودریا است که از نظر میزان ذخیره در میان ۱۵۲ حوضهٔ نفتی و گازی کشف شده در جهان در ردهٔ پانزدهم قرار دارد. این حوضه ۴۰۰ هزار کیلومتر مربع وسعت دارد و در چهار کشور افغانستان، تاجیکستان، ترکمنستان و ازبکستان گسترش دارد. براساس مطالعات انجام شده می‌توان مجموع ذخایر نفت و گاز شمال کشور را اعم از ذخایر کشف شده و کشف ناشده که قابل استحصال می‌باشند به صورت ذیل تعیین نمود.
۱. مجموع ذخایر کشف شده نفت خام ۱٫۵۶۹ میلیارد بشکه
۲. مجموع ذخایر کشف شده گاز در حدود ۱۵٫۶۸۷ میلیارد فوت مکعب
۳. مجموع ذخایر قابل ال‌پی‌جی در حدود ۵۶۲ میلیارد بشکه
ولی تحقیقاتی که توسط سازمان ناسا انجام گرفت مشخص شد که در افغانستان بیشتر از ۱۰۰ نقطهٔ نفت و گاز وجود دارد. تاکنون در افغانستان بیشترین تحقیقات انجام شده در پنج حوضهٔ نفت‌خیز صورت گرفته که دو حوضهٔ آن در شمال آمودریا، یک حوضهٔ آن در هلمند، یک حوضه در هرات و یک حوضه آن در کتواز ولایت پکتیکا قرار دارد. استفاده از گاز طبیعی دورنمای بزرگ را دارا است. این کشور ذخایر قابل ملاحظه این مادهٔ غنی طبیعی را دارااند. دو حوضه‌ای که در آن مطالعات زیاد به عمل آمده‌است عبارت از «حوزهٔ افغان-تاجک» در شمال و شرق کشور و «حوزهٔ افغان-ترکمن» است.
در حال حاضر در جمهوری اسلامی افغانستان پنج میدان نفت وجود دارند. در هرات ممکن از همه بر سر حوزهٔ نفت و گازخیز تیرپل مطرح بحث باشد، که در قسمت غربی ولایت هرات موقعیت دارد. به گفتهٔ وزیر معادن و صنایع، میدان نفت و گاز حوزهٔ «افغان-تاجک» که در ولایت قندوز قرار دارد، داری ذخایر نفتی در حدود ۱٫۶ میلیارد بشکه نفت می‌باشد. همچنان در آیندهٔ نزدیک تحقیقات دربارهٔ میدان‌های نفت در کتواز و ولایت پکتیا و همچنان در ولایت هلمند آغاز خواهند شد.
حوزهٔ نفت و گاز خیز هلمند قسمت جنوب-غربی و جنوبی افغانستان را با مساحت مجموعی ۱۳۱ هزار کیلومتر مربع (۲۰٪ خاک کشور) احتواء می‌کند. حوزهٔ نفت و گاز خیز کنر در شرق کشور موقعیت دارد. به عقیدهٔ کارشناسان، ذخایر دورنمایی گاز طبیعی در قسمت شمال افغانستان به بیش از ۱٫۵۶۹ میلیارد بشکه می‌رسند. به‌تاریخ ۲۸ دسامبر ۲۰۱۱م کشور چین قرارداد ۲۵ ساله‌ای را غرض استخراج نفت‌وگاز امضا نمودند؛ که درین مدت افغانستان مبلغ ۷ میلیارد دالر به‌دست خواهد آورد.
| نام ذخایر | موقعیت               | مقدار ذخیره            | قیمت هر واحد    | ارزش مجموعی      |
| --------- | -------------------- | ---------------------- | --------------- | ---------------- |
| نفت خام   | حوزه افغانستان تاجیک | ۱٬۵۹۶ میلیون بشکه      | بشکه/۷۷٫۱۹ $    | $۱۲۳٬۱۹۵٬۲۴۰٬۰۰۰ |
| گاز       | حوزه آمو دریا        | ۱۵٬۶۸۷ میلیون فوت مکعب | متر مکعب/۳٫۵۹ $ | $۵۶٬۳۱۶٬۳۳۰٬۰۰۰  |
| گاز مایع  | حوزه آمو دریا        | ۵۶۲ میلیون بشکه        | بشکه/ ۷۷٫۱۹ $   | $۴۳٬۳۸۰٬۷۸۰٬۰۰۰  |
| مجموعه    |                      |                        |                 | $۲۲۲٬۸۹۲٬۳۵۰٬۰۰۰ |

## زغال‌ سنگ

معادن زغال‌سنگ کرکر در افغانستان

پس از اینکه شبه‌قارهٔ هند با آسیا تصادم می‌کند یک فشار قوی بالای نقاط مرکزی افغانستان وارد و جنگل‌های که در این مسیر قرار داشت همه با فشار خیلی زیاد زیر خاک شده به زغال‌سنگ تبدیل می‌شود. به همین دلیل زغال‌سنگ افغانستان به‌شکل یک خط طولانی در طول بیشتر از ۷۰۰ کیلومتر در ارتفاعات بلند قرار گرفته به کیفیت‌های مختلف تشکل یافته‌است. خوب‌ترین زغال‌سنگ با کیفیت در معدن درهٔ صوف وجود دارد که دارای انرژی خیلی زیاد است. تاکنون ۱۱ معدن زغال‌سنگ مورد بررسی قرار گرفته‌است. این مادهٔ انرژی‌زا از سالیان دراز است که مردم افغانستان زغال‌سنگ را غرض گرم نمودن منازل و کوره‌های آهنگران مورد استفاده قرار می‌دهند. زغال‌سنگ پس از چوب و زغال چوب سومین مادهٔ مصرفی مردم افغانستان برای گرم کردن است. ذخایر اثبات شدهٔ زغال‌سنگ افغانستان حدود ۱۰۰ تا ۴۰۰ میلیون تن پیش‌بینی شده‌است.
معادن زغال‌سنگ افغانستان در نقاط زیر موقعیت دارد:
۱. زغال‌سنگ کوتل خاکی علاقه برف
۲. زغال‌سنگ آش‌پشته و سرآسیا (ولایت بامیان): ۱۵۰ میلیون
1. زغال‌سنگ فرح کرد غوربند و گاوپران سرخ‌پارسا
2. زغال‌سنگ نهرین
3. زغال‌سنگ جدران

۶. زغال‌سنگ گرمک علاقه چهل دختران درهٔ صوف و شباشک دارای ذخایر ۷۴ میلیون تن زغال‌سنگ
۷. زغال‌سنگ گوله یدری علاقه کشنده میان درهٔ صوف و بلخاب
۸. زغال‌سنگ سنجور علاقه کرخ هرات دارای ذخایر ۱۵ میلیون تن زغال که منجمله، ۱۰ میلیون تن ان اهمیت صنعتی دارند
1. زغال‌سنگ انزری، شهیدان در حدود لاغرجوی کوه درهٔ کوت
2. زغال‌سنگ قریهٔ کندلان چقماق مداخیل ارزگان
3. زغال‌سنگ کرمان و سرجنگل علاقه دایزنگی،...

از جمله معادن زغال‌سنگ افغانستان که مورد استفاده و بهره‌برداری قرار داشت عبارت بودند از: درهٔ صوف، آش‌پشته، سبزک هرات، کرکر و دودکش پلخمری که فعلاً فقط کرکر و دود کش در صوف کرخ مورد استفاده قرار دارند. زغال‌سنگ درهٔ صوف در ۲۰۰ کیلومتری شهر مزار شریف واقع است. مقدار استخراج این ماده در افغانستان دریک سال به ۲۲۰ هزار تن می‌رسد. زغال یک منبع ارزان در تولید انرژی برق حرارتی نیز است. طور مثال ۸۰ درصد برق کشور دانمارک از زغال‌سنگ است روزانه ۶۰٬۰۰۰ تن زغال‌سنگ مصارف دارد. در حال حاضر می‌توان سلسله کامل ایستگاه‌های کوچک و متوسط برق حرارتی را در نزدیک معادن زغال در حوزهٔ زغال‌خیز شمال افغانستان که مساحت مجموعی آن از دریای فراه‌رود تا هرات ۳۵ هزار کیلومتر مربع تشکیل می‌دهد. این ذخایر برای تقریباً ۱۰۰ ایستگاه کوچک برق حرارتی، با قدرت ۱٬۰۰۰ کیلوات برق تولید نماید که هر ایستگاه برای ۲۰–۲۵ سال کفایت می‌کند.

## چوب
در افغانستان تقسیم‌بندی جنگل‌ها را به سه شکل نموده‌اند:
۱. جنگل‌های صنعتی نباتات سوزنی برگ از قبیل ارچه، لنزو، جلغوزه که ولایت‌های کنر، لغمان، نورستان، پکتیا و خوست که به مساحت یک میلیون متر مربع را در جنوب و جنوب شرق افغانستان پوشانده‌اند.
۲. جنگل‌های میوهٔ جلغوزه و پسته‌اند که جلغوزه در جنوب افغانستان و پسته ساحات شمال افغانستان را در حدود ۹۰٬۰۰۰ هکتار تخمین شده‌است که ۴۵٬۰۰۰ آن در بادغیس طور طبیعی وجود دارند.
۳. مواد سوخت؛ حدود دو میلیون هکتار زمین را در افغانستان جنگل‌ها تشکیل می‌دهد که بیش از پنجاه درصد آن اکنون از میان رفته‌است. از چوب برای گرم کردن به دو شکل چوب و زغال چوب استفاده می‌شود. چوب‌های مورد استفاده عبارتند از بلوط، ارچه و غیره‌اند. اکثر مردم افغانستان از زغال چوب به‌منظور پخت‌وپز و در زمستان برای گرم نگهداشتن کرسی استفاده می‌نمایند. ۸۰ درصد مردم افغانستان در زمستان از کرسی استفاده می‌کنند.

## انرژی خورشیدی

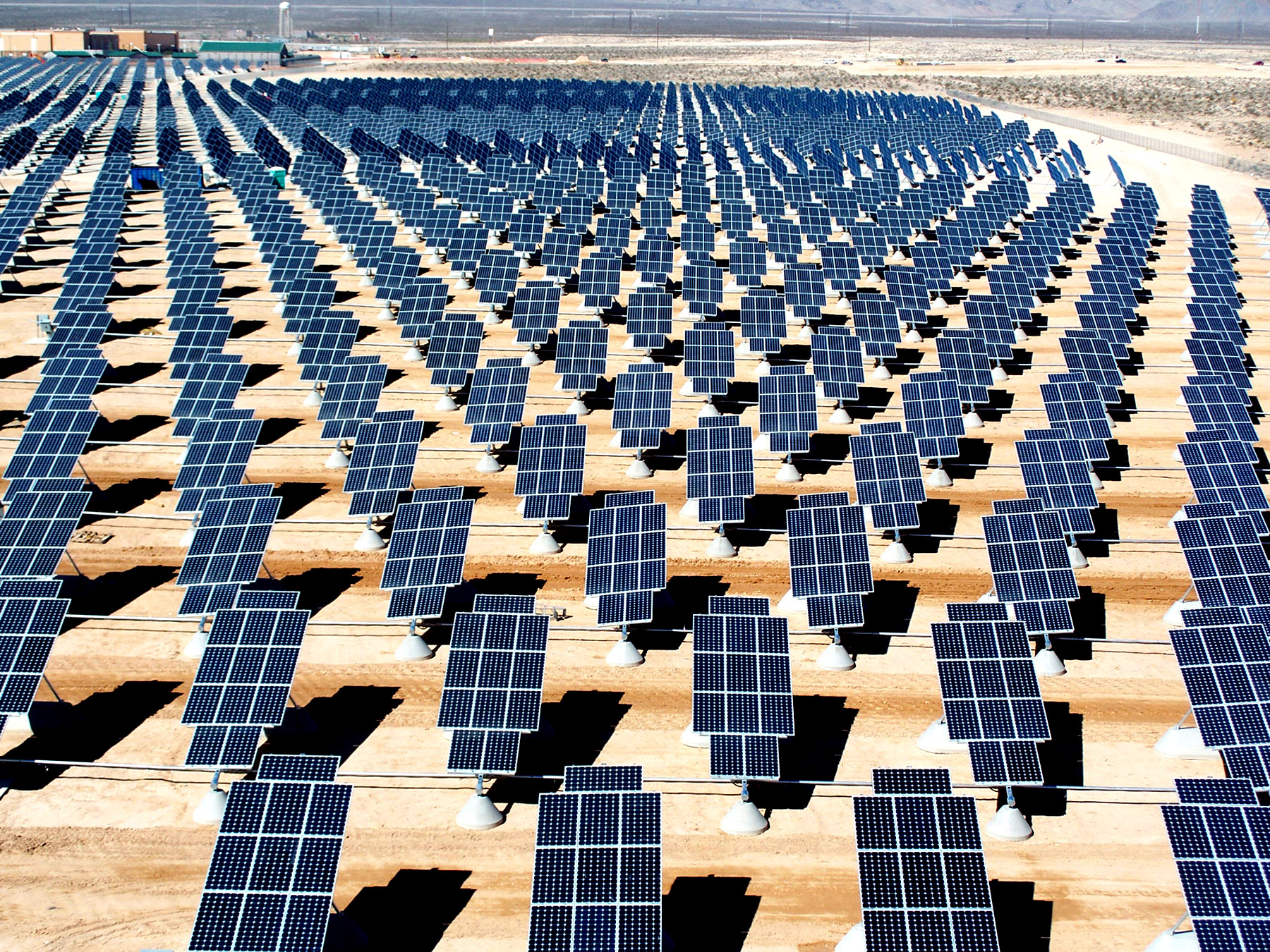
تاکنون ادارهٔ انرژی جدید افغانستان ۷۲ پروژهٔ آفتابی را به قیمت ۳۴۵ میلیون دالر به بهره‌برداری سپرده‌است.

افغانستان کشوریست که در طول یک سال بیشتر از ۱۰ ماه یا ۳۰۰ روز هوای آفتابی داشته در طول یک سال آفتاب آن از ۲٬۵۰۰–۳٬۵۰۰ ساعت می‌درخشد. بدینصورت انرژی آفتاب یکی از انواع عمدهٔ انرژی تجدیدپذیر ارزان و غیر مضر درین کشور محسوب می‌شود. انرژی خورشیدی در حفظ محیط‌زیست مؤثر بوده می‌توانند سهم قابل ملاحظه‌ای را در ساختار بالانس انرژی در مناطق کشور اعاده نماید. بخش اعظم قسمت‌های جنوبی، جنوبی-غربی و غربی و بعضی مناطق شمال افغانستان را بیابان‌ها و دشت‌های ریگی و غیرقابل کشت تشکیل داده‌است؛ و معمولاً دارای بارندگی کک و حرارت آفتابی بلند تا حدود ۴۵ درجه سانتی گراد است. اگر فقط یک درصد مناطق جنوبی کشور هم، جای که بیابان را در بر می‌گیرد، استفاده شوند، پس افغانستان همه ساله ۱٬۰۳۶٫۵ میلیون کیلووات ساعت انرژی برق به‌دست خواهد آورد. انرژی آفتابی به چندین شکل قابل استفاده است. یکنوع آن در کشور اسپانیا است که به نام ۲۰PS می‌نامند نیرو پی‌اس ۲۰ از ۱٬۲۵۵ آینه به‌دست می‌آید. سطح هر آینه ۱۲۰متر مربع و ارتفاع آن ۱۶۲متر است. نور آینه‌ها به یک نقطه تمرکز نموده در اثر بلند رفتن حرارت آب به بخار تبدیل شده و بخارات آب توربین تولید برق در جریان می‌اندازد و ۲۰ مگاوات برق تولید می‌نماید. نوع دیگر آن بطری است که در افغانستان معمول است. در هرسال نوعیت ذخیروی بطری‌ها بهتر می‌شود. بطری‌های آفتابی با حساسیت دوجانبه (تا ۸۰٪ ضریب فعالیت مثمر از موجود یک جانبه) طرح و و سیعاً استفاده می‌شوند. 

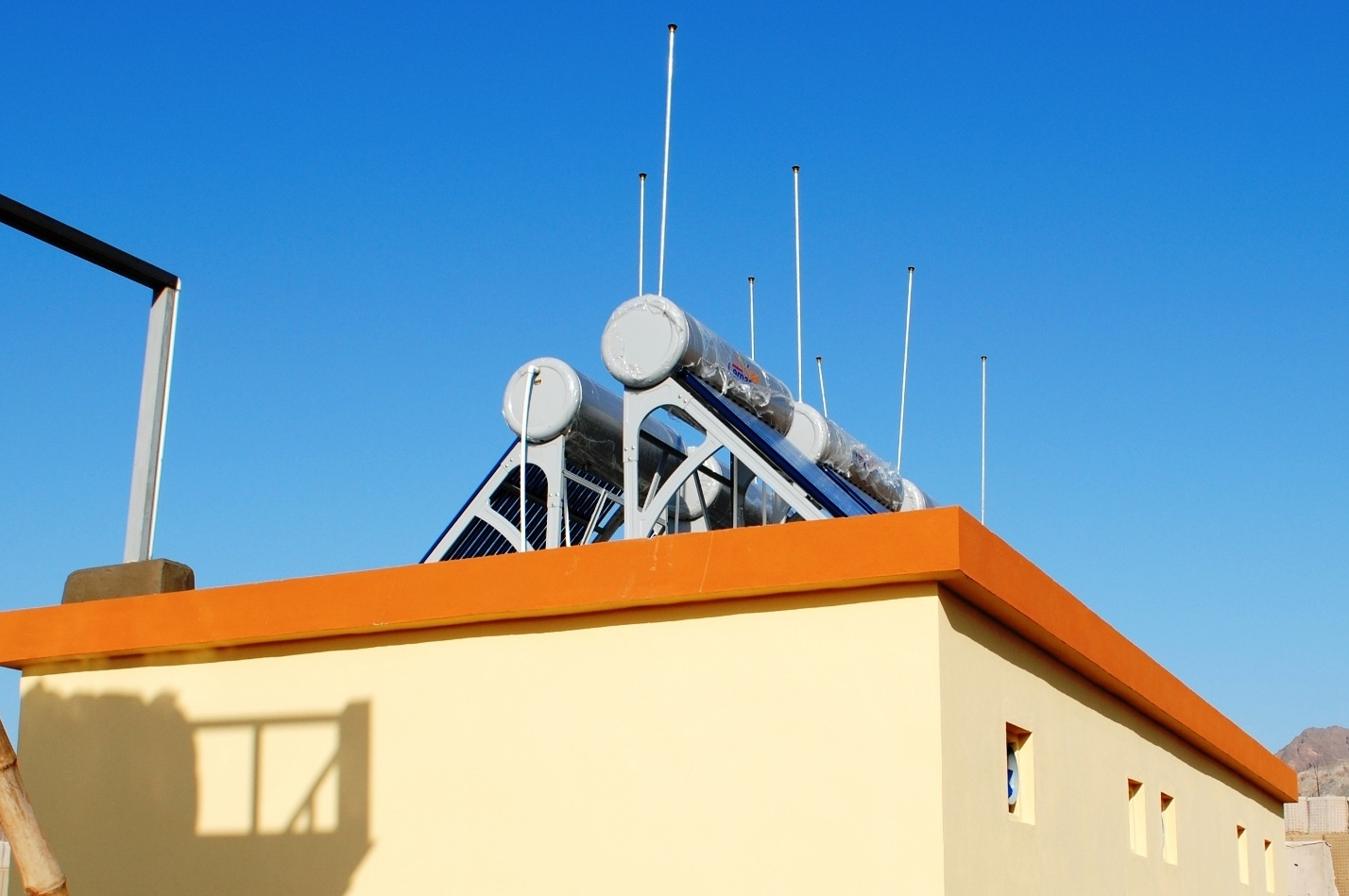
آبگرمکن‌های خورشیدی در بالای بام یک خانه

در این اوآخر استفاده از انرژی خورشیدی برای روشنایی لامپ‌ها و گرم کردن آب حمام‌های منازل پخت‌وپز چراغ‌های دوطرف جاده‌ها و استحصال برق خیلی‌ها زیاد معمول شده‌است. در شهر کابل الی ۳۰ درصد منازل از برق خورشیدی استفاده می‌نمایند. دولت افغانستان برای بعضی روستاها که آفتاب زیاد دارند بواسطه آینه‌ها وبطری برق را برای منازل رسانیده‌است. تا فعلاً برق آفتابی در بعضی نقاط ولایت غور، بامیان شهر کابل، محمودعراقی، بدخشان، هلمند، کندهار، مزارشریف، خوست، نورستان، پکتیا، ارزگان، وردک و تعدادی از روستاهای افغانستان مروج گردیده و هیچ خطر جانبی مردم و محیط را تهدید ننموده‌است. امروز مردم افغانستان در هر موارد از انرژی آفتابی استفاده می‌نمایند.
.

## انرژی بادی

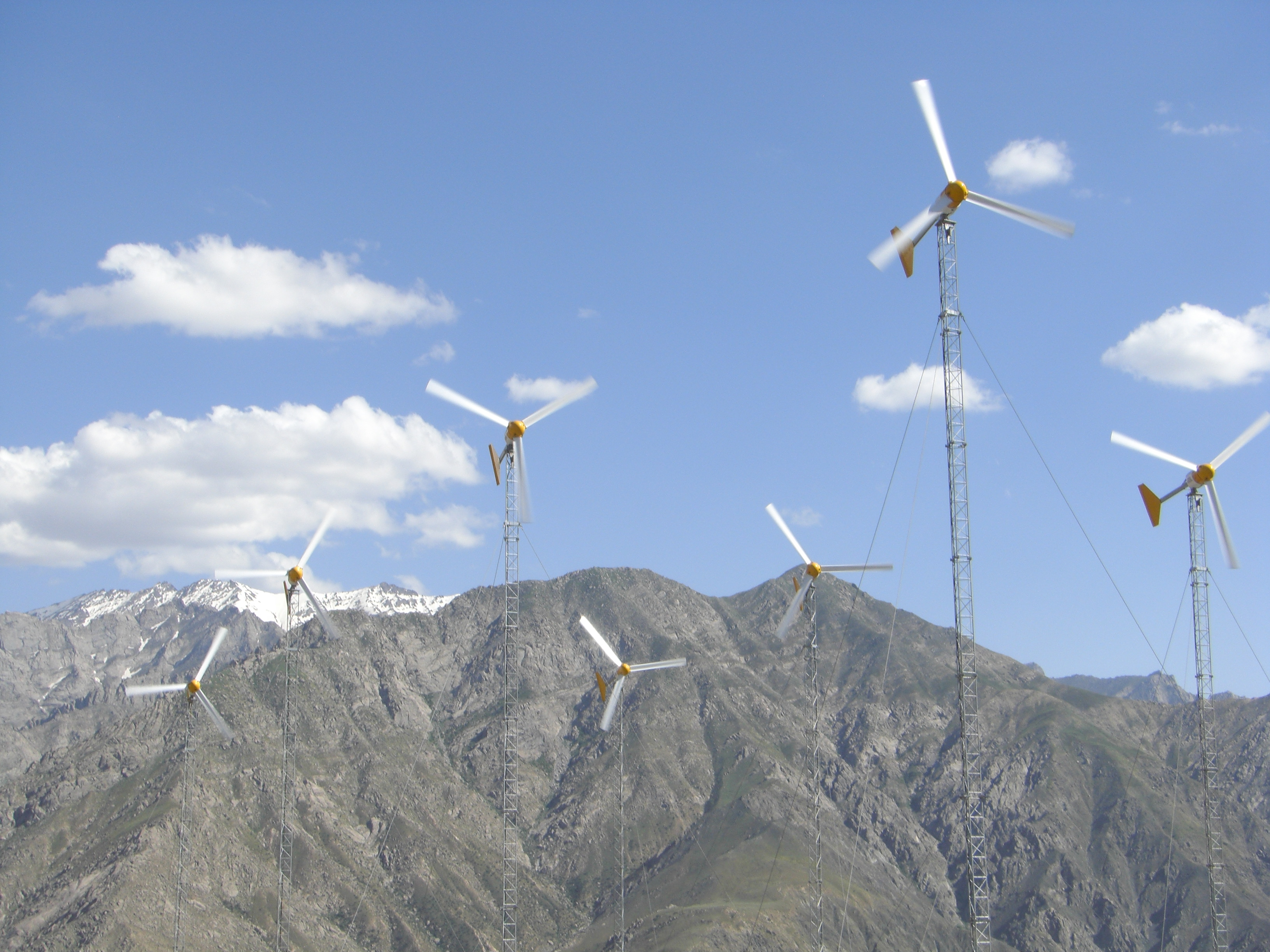
نیروگاه بادی ٣۰۰ کیلوواتی ولایت پنجشیر که در سال ٢۰١٧ افتتاح گردید.

افغانستان توانایی تولید بیش از ۶۶۰۰۰ مگاوات برق با نصب و استفاده از توربین های بادی را دارد. اولین نیروگاه بادی افغانستان در سال ٢۰۰٨ و در ولایت پنجشیر با موفقیت به اتمام رسید که توانایی تولید ١۰۰ کیلووات انرژی را دارد.
نیروگاه های توربین بادی هرات می تواند برق اکثر مناطق غربی افغانستان را تأمین کند آژانس توسعه بین المللی ایالات متحده (USAID) با همکاری آزمایشگاه ملی انرژی های تجدیدپذیر افغانستان برای تهیه نقشه بادی ولایت هرات باهم همکاری کردند و بیش از ١٥٨،۰۰۰ مگاوات برق توان بالقوه بادی ولایت هرات را شناسایی کردند. پس از نصب توربین ها در پروژه برق بادی ولایت هرات نیروگاه ٣۰۰ کیلوواتی آن در سال ٢۰١٧ افتتاح گردید.
انرژی باد انرژی تجدیدپذیر بوده که می‌تواند سهم قابل ملاحظه‌ای را در حفظ محیط‌زیست و ساختار بیلانس انرژی یک کشور ایفا نماید. نخستین دستگاه تحقیقاتی انرژی بادی در منطقهٔ هوتل سفید قریهٔ شکیبان ولسوالی زنده‌جان ولایت هرات نصب و مورد بهره‌برداری قرار گرفته‌است. افغانستان دارای هزاران تنگی، کوه و تپه‌اند که می‌توان از آن انرژی بادی استحصال گردد. فعلاً در زیاده ولایات و قصبات به ولتاژ پائین نصب گردیده‌است.
- خاک افغانستان را از دیدگاه جریان باد می‌توان به ۳ بخش تقسیم نمود:

۱. مناطق بادغیس، هرات و ولایت نیمروز، جای‌هایی که سرعت باد تا به ۲۷ متر در یک ثانیه می‌رسد. در این مناطق باید از دستگاه‌های قوی بادی از ۱۰۰ کیلوات و بیشتر از آن استفاده شود.
۲. مناطق دارای جریانات متوسط بادی، مناطق جنوب‌شرقی و شرقی (ولایات قندهار، زابل، قسماً اروزگان، غزنی، پکتیا و پکتیکا)، جای‌هایی که سرعت جریان باد تا به ۹ متر در ثانیه می‌رسد. در این مناطق استفاده از دستگاه‌های بادی با قدرت از ۳۰ تا ۱۰۰ کیلوات مناسب به نظر می‌رسند.
۳. مناطق داری جریانات ضعیف باد در شمال‌شرق (ولایات بدخشان، ولایت تخار، بغلان و قسمت‌های جنوب‌شرقی ولایت قندوز). در این مناطق سرعت باد تا به ۶ متر در ثانیه می‌رسد. در اینجا دستگاه‌های بادی با قدرت از ۱ تا ۳۰ کیلوات بوده در این صورت لازم است تا تأسیسات دولتی و شخصی هرکدام برای خود دستگاه را نصب نمایند. تماماً دستگاه‌های نامبرده تولید انرژی برق می‌توانند به اصطلاح به سیستم بیوالنت یا متوسل با همدیگر عمل کنند، که در صورت فعال نبودن یکی دیگران بتوانند تأمین ظرفیت وی را به عهده بگیرند. درین اواخر در کشتزارهای شمال افغانستان از برق انرژی بادی غرض آبیاری مزارع خود استفاده می‌نمایند.

## لیتیوم و اورانیوم
در نتیجهٔ تحقیقات که هیئت زمین‌شناسی فرانسه در سال ۱۳۵۰خ در افغانستان انجام داده بود، موجودیت عناصر رادیواکتیو، خاصتاً ذخایر اورانیوم را تثبیت نموده بودند. در خاک افغانستان سه ظواهر عناصر رادیو اکتیو (اورانیم و تورانیم)– در خانشین ولایت هلمند، ولایت پنجشیر و واخان ولایت بدخشان کشف شده‌اند. سامانهٔ تشکلات سنگ‌های مگماتیک و ویژگی‌های مماثل معدن خان نشین با سایر نقاط جهان بیانگر آنست که در عین شرایط، کانی‌هایی چون بیرایت، فلورایت، نفلین و عناصر نادره چون نیوبیم، تانتالیم و اورانیم U به وجود آمده‌است. در ساحهٔ خانشین ولایت هلمند قرار تخمین جدید ناسا آمریکا مقدار ۱٫۴ میلیون تن متریک و ذخایر نیوبیم با اضافه فسفر و اورانیوم و توریمREE به مقدار ۳٫۵ میلیون تن متریک تخمین می‌گردد. این ساحه خیلی دلچسپ بوده، تحقیقات بیشتر ضرورت دارد. طبق راپور که ناسا انتشار نموده‌است نیوبیوم پس از آهن و مس سومین مادهٔ طبیعی وافر در افغانستان است که به قیمت استاندارد بین‌المللی دارای ارزش ۸۱٫۲ میلیارد دالر است. تحقیقات و مطالعاتی از جانب تیم فرانسوی(C.E.A) در رابطه به تثبیت ذخایر معادن اورانیوم در مناطق گوناگون افغانستان صورت گرفته بود، در نتیجه چنین وانمود گردید: ذخایر عنصر اورانیوم در ولایت‌های (ولایت فاریاب، هرات، فراه، هلمند، قندهار، کابل، ننگرهار، پنجشیر، پروان، بغلان، بامیان، غزنی و پکتیا) وجود دارد همچنان تشعشات رادیواکتیو غیرعادی در دو ناحیهٔ وسیع یکی در کوتل لته بند در محل میان سروبی و جلال‌آباد و دیگری منطقهٔ آش‌پشتهٔ بامیان به ملاحظه رسیده‌است. به‌طور خلاصه از فاریاب در غرب، رستاق درشرق، سرخ پارسا در غوربند، مارشتان در پنجشیر، غزنی و گردیز که تحت مطالعات و تحقیقات زمین‌شناسان فرانسوی قرار داشت، چنین ابزار نظر شده‌است که برای اکتشافات و تثبیت ذخایر بهتر اورانیوم درافغانستان ایجاب می‌نماید تا به طریقهٔ جیوکمیکلی متوسل شد. (در زمان حکومت سردار محمد داود خان دربارهٔ ساختن نخستین راکتور آزمایشی هسته‌ای در افغانستان در دومین پلان ۵ سالهٔ انکشاف اقتصادی کشور فیصله به عمل آمده بود. به منظور اعمار این راکتور با اتحاد جماهیر شوروی سوسیالیستی موافقت‌نامهٔ ویژه‌ای عقد شده بود. مخارج اعمار راکتور و تربیهٔ کادرهای افغان در اتحاد شوروی و همچنان در خود افغانستان را ادارهٔ بین‌المللی انرژی اتمی بر دوش گرفته بود. راکتور باید در سال ۱۹۶۵م شروع به‌کار می‌کرد و با استفاده از منابع خام موجود در کشور پیش‌بینی شده بود؛ ولی به‌زودی پس از استعفای صدراعظم سردار محمد داود خان این پروژه متوقف ساخته شد). تولید انرژی اتمی یک تولید مضر بوده دارای خطرات جانبی فوق‌العاده است. هر دستگاه جدید که ساخته می‌شود مدرنتر بوده ولی خطرات تشعشع را کم ننموده‌است. جدیترین راکتور کوچک نوع ۴S با قدرت ۱۰مگاوات که از طرف کارپوریشن «توشیبا» جاپان ساخته شده دورنمای بسیار خوب دارد. تفاوت مهم مثبت ایستگاه‌های کوچک برق اتمی از منابع جایگزین انرژی در اینست که بطری‌های هسته‌ای می‌توانند انرژی برق به‌طور دوامدار در ظرف ۲۴ ساعت تولید کند. افزون‌بر «توشیبا»، کمپانی آمریکایی" Hyperion Power Generation «و» NuScale Power «آغاز به تولید ریاکتورهای کوچک را نموده‌اند. کمپانی» Hyperion" ریاکتورهای به قدرت در حدود ۲۵ مگاوات با لوازم زیر زمینی پیشنهاد می‌کند. این مدل‌ها به شکل ستیشن‌های دیگر برق اتمی و در مطابقت کامل با مطالبات اداره بین‌المللی انرژی اتمی ساخته خواهند شد. چون افغانستان کشوریست که غنی از ذخایر انرژی لازم است که از انرژی هسته‌ای خویش فعلاً استفاده ننمایند. شرایط کنونی افغانستان بی امن خطرات فوق‌العاده را به‌بار خواهد آورد.

## تورف
مادهٔ دیگر کم‌آشنا و انرژی‌زا تورف است. تورف زغال‌سنگ نارسیده و خام است که دارای شعلهٔ کم می‌باشد. از این ماده برای تولید برق حرارتی استفاده صورت می‌گردد. ذخایر این ماده در افغانستان به ۱۱ میلیون تن می‌رسد و در ولایت‌های نیمروز، ناور غزنی و بدخشان کشف شده‌اند. احتمالاً ازین نوع معادن به‌مقدار زیاد در افغانستان وجود داشته باشد.

## انرژی حرارت درونی زمین (زمین‌گرمایی)
استفاده از انرژی درونی زمین امروز در ۳۵ کشور جهان به منظور جلوگیری از آلودگی محیط‌زیست، انرژی برق، گرم ساختن منازل، پرورش ماهی، تولید مواد غذایی و میوه‌جات، صنایع کوچک، صنعت یخ‌سازی، تهیهٔ پشم و قالین، استحصال عناصر، حمام‌های گرم، علاج امراض جلدی، درد استخوان و مفاصل و غیره مورد استفاده قرار دارد. پژوهش غرض استفاده از انرژی گرما جوف زمین در افغانستان در سال ۱۹۶۴ میلادی توسط زمین‌شناسان روسی و افغان آغاز گردید. از اینکه افغانستان یک کشور کوهی است و دارای تکتونیک‌های قدیم و نو است. بودن چنین انرژی به‌قدر وافر در ساحات هندوکش به‌خصوص هندوکش مرکزی و ساحات هرات است. یکی از علایم این نقاط برآمدن چشمه‌های آب گرم است که مردم افغانستان غرض علاج استفاده می‌نمایند. این چشمه‌ها در اوبی هرات، آب گرم در بلخ، درهٔ کالو، شینه، استالف ارزگان پنجشیر بدخشان غوربند بامیان ارغنداب یافت می‌شود. این انرژی از حرارت مگما داخل زمین، بالاثر مالش پلیت‌های جامد شکستگی‌ها، تحت فشار گرفتن طبقهٔ هایدروکاربنات تولید می‌گردد. مرکبات آب‌های گرم افغانستان بای کاربنات کلورایدی، کلورایدی، سلفاید، سودیمی و بمقدار کم یک تعداد عناصر چونGe,Be,B،Fe,Ag,Zn,Pb,Ba,Li,Rb, Sr ,Sc است که علاوه بر انرژی می‌توان به‌ماقصد دیگر استفاده نمود.
مرکز مطالعات افغانستان معاصر، که از مدت‌ها پیش مصروف مطالعهٔ مسایل انکشاف انرژی کشور است، به این نتیجه رسیده‌است که امکانات سرمایه‌گذاری در عرصهٔ انرژی جیوترمال در افغانستان مهم و ممکن است. منابع بالقوهٔ طبیعی در این کشور نه تنها به انکشاف صنعتی و زراعتی آن مساعدت کرده می‌توانند، بلکه برای سرمایه‌گذاران و تولیدکنندگان انرژی دارای دورنمای خوبی بوده می‌توانند. وظیفهٔ اساسی اینست، تا وزارت انرژی افغانستان به این امر توجه مبذول دارد که کشور کاملاً توان آن را دارد که خود را از دیدگاه انرژی برقی تأمین کند و حتی آن را صادر نماید، نه اینکه خود را به انرژی همسایگان وابسته سازد.